# Amegilla vigilans
Amegilla vigilans är en biart som först beskrevs av Smith 1861.  Amegilla vigilans ingår i släktet Amegilla och familjen långtungebin. Inga underarter finns listade i Catalogue of Life.